# (79826) 1998 WP2
(79826) 1998 WP2  es un asteroide perteneciente al cinturón de asteroides, descubierto el 17 de noviembre de 1998 por Vittorio Goretti desde el Observatorio de Pianoro, en Italia.

## Designación y nombre
Designado provisionalmente como 1998 WP2.

## Características orbitales
1998 WP2 orbita a una distancia media del Sol de 2,5804 ua, pudiendo acercarse hasta 1,9867 ua y alejarse hasta 3,1742 ua. Tiene una excentricidad de 0,2300 y una inclinación orbital de 3,6584° grados. Emplea en completar una órbita alrededor del Sol 1514 días.

## Características físicas
Su magnitud absoluta es 15,9.